# 菱溪水库
菱溪水库是中国福建省泉州市泉港区涂岭镇境内的一座水库，位于菱溪上，建于1956年。水库正常库容为1681万立方米，集雨面积为51平方千米，海拔为75.6米。